# La Porte City, Iowa
La Porte City là một thành phố thuộc quận Black Hawk, tiểu bang Iowa, Hoa Kỳ. Năm 2010, dân số của thành phố này là 2285 người.

## Dân số
Dân số qua các năm:
- Năm 2000: 2275 người.
- Năm 2010: 2285 người.